# Hellmut Bredereck

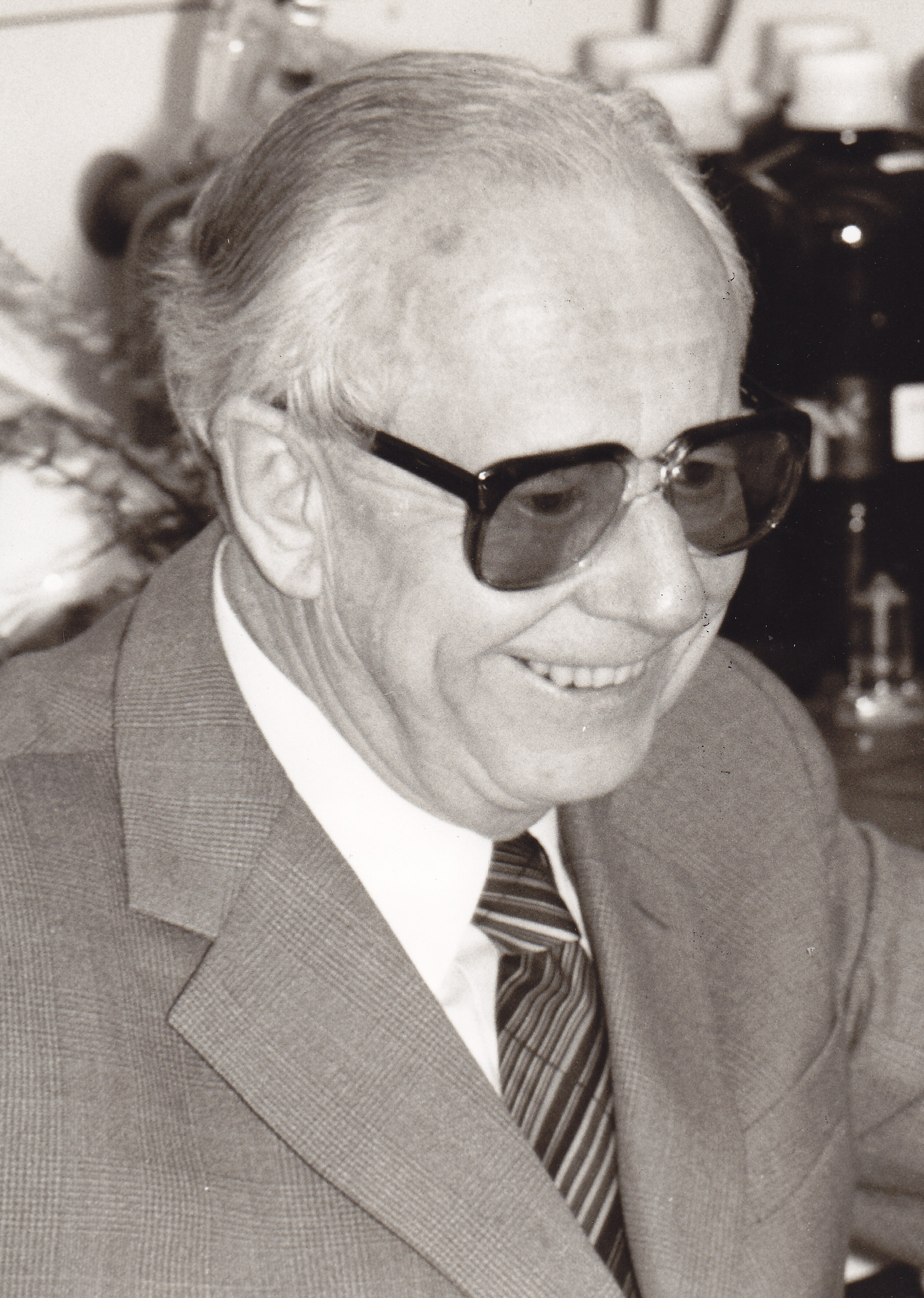
Hellmut Bredereck, November 1979

Hellmut Johann Friedrich Bredereck (* 29. Mai 1904 in Frankfurt am Main; † 2. Mai 1981 in Stuttgart) war ein deutscher Chemiker und Stifter.

## Leben
Hellmut Bredereck besuchte das humanistische Goethe-Gymnasium Frankfurt am Main und studierte von 1922 bis 1927 Chemie an der Johann Wolfgang Goethe-Universität Frankfurt am Main und an der Universität Greifswald.
Er wurde 1927 bei Burckhardt Helferich mit einer Arbeit über „Halogenhydrine der Glucose“ an der Universität Greifswald zum Dr. phil. in Chemie promoviert. Von 1927 bis 1933 war er Privatassistent von Burckhardt Helferich in Greifswald. 1933 folgte die Habilitation für Chemie an der Universität Leipzig mit der Arbeit „Zur Konstitution der Hefe-Nucleinsäure“. Von 1933 bis 1939 war er Privatdozent, von 1933 bis 1941 Professor für Chemie an der Mathematisch-Naturwissenschaftlichen Abteilung der Philosophischen Fakultät der Universität Leipzig; neben der Kohlenhydratchemie, mit der er sich weiter beschäftigte, erschloss Hellmut Bredereck in Leipzig mit Untersuchungen der hochmolekularen Nucleinsäuren, über deren Struktur und biologische Bedeutung damals kaum etwas bekannt war, ein völlig neues Arbeitsgebiet. Durch chemische und biologische Abbaureaktionen wurden wichtige Bausteine der Nucleinsäuren in ihrer chemischen Struktur aufgeklärt und über anschließende chemische Synthesen bewiesen. Eine Vielzahl von Publikationen und Monographien zu diesem Thema macht Hellmut Bredereck seinerzeit national und international innerhalb kurzer Zeit bekannt. Aufbauend auf den grundlegenden und wegweisenden Untersuchungen zur Konstitution der Nucleinsäuren gelang es insbesondere englischen und amerikanischen Arbeitsgruppen, den genetischen Code, d. h. die Grundlage der Vererbung, aufzuklären.
1941 folgte er einer Berufung zum Direktor des Instituts für Organische Chemie und Biochemie der Universität Jena.
Synthesen pharmakologisch wichtiger Verbindungen aus der Pyrimidin- und Purinreihe waren die Forschungsschwerpunkte während dieser Kriegsjahre. Dabei gelang ihm ein Erfolg mit einer einfachen Synthese von Coffein, dem Wirkstoff der Kaffeebohne, was damals bei dem kriegsbedingten Mangel an Kaffee von großer Bedeutung war.
Im Juni 1945 wurden Hellmut Bredereck und seine Familie zusammen mit anderen Wissenschaftlern von der US-Armee wenige Tage vor der Übergabe von Sachsen und Thüringen an die russische Besatzungsmacht zwangsweise in das württembergische Heidenheim/Brenz umgesiedelt. Dort begann er schon sehr bald wieder mit chemischen Arbeiten. Es wurde eine Chemiefirma aufgebaut, die Hellmut Bredereck bis 1949 leitete und die damals 180 Mitarbeiter beschäftigte. Monatlich wurden 12 Tonnen des vor der Währungsreform sehr begehrten Süßstoffs Saccharin hergestellt.
1947 hatte er Berufungsangebote nach Aachen, Braunschweig, Kiel und Stuttgart. Er entschied sich für Stuttgart und wurde zum 1. Januar 1948 auf die ordentliche Professur für Organische Chemie der Technischen Hochschule Stuttgart berufen. Diese Position hatte er bis zum Erreichen der Altersgrenze 1972 inne. Ehrenvolle Rufe an die Universitäten Frankfurt und Hamburg lehnte er ab. 1959 wurde er Dekan der großen Fakultät für Natur- und Geisteswissenschaften, von 1959 bis 1961 war er zudem Rektor der Technischen Hochschule Stuttgart. Anschließend stand er bis 1963 der baden-württembergischen Rektorenkonferenz vor und vertrat die Chemie im Wissenschaftsrat.
Hellmut Bredereck war in den Jahren 1968/69 Präsident der Gesellschaft Deutscher Chemiker und gehörte sechs Jahre dem Vorstand an, in den Jahren 1967 und 1970 als stellvertretender Präsident. Er gehörte zudem dem Kuratorium des Deutschen Krebsforschungszentrums an und dem engeren Kuratorium des Fonds der Chemischen Industrie. 1969 wurde er Mitglied der Deutschen Akademie der Naturforscher Leopoldina, der ältesten dauerhaft existierenden naturforschenden Akademie der Welt.
Nach ihm wurde 1995 von dessen Witwe bei der Gesellschaft Deutscher Chemiker die Hellmut-Bredereck-Stiftung eingerichtet, die in regelmäßigen Abständen den Hellmut-Bredereck-Preis vergibt. Die Stiftung fördert junge Wissenschaftler, die auf seinem ehemaligen Arbeitsgebiet, der bioorganischen Chemie, erfolgreich tätig sind. Seine Arbeitsgebiete umfassten die der organischen und bioorganischen Chemie mit Schwerpunkt Kohlenhydrate wie auch Heterocyclen, Proteine und Nukleotide.
Er galt als hervorragender Wissenschaftler, Pädagoge und profilierter Reformer und nahm gerne teil am Bergedorfer Gesprächskreis, der den internationalen Dialog zwischen Politik, Wissenschaft, Wirtschaft und Gesellschaft fördert. Die Ergebnisse seiner Arbeiten sind in über 250 Veröffentlichungen aus verschiedenen Gebieten der Organischen Chemie und Biochemie dokumentiert. Hellmut Bredereck gilt als einer der bedeutendsten deutschen Chemiker des 20. Jahrhunderts. Seine Synthesen von Purin aus Formamid, Coffein aus Harnsäure, die Einführung von Formamid als Synthesebaustein sowie grundlegende Untersuchungen über Nucleinsäuren (Beweis der Furanosid-Struktur in Nucleosiden, Synthese der Cytidyl- und Uridylsäure) trugen maßgeblich zum Ausbau der modernen Organischen Chemie bei.
Als Vorsitzender der Landesrektorenkonferenz Baden-Württemberg war Hellmut Bredereck maßgeblich an der Gründung der Universitäten Konstanz und der Ulm beteiligt. Er gehörte dem Organisationsausschuss zur Erweiterung der Universität Mannheim sowie dem Gründungsausschuss für die Medizinische Hochschule Hannover an. Von 1964 bis 1967 war er Vorsitzender der wissenschaftlichen Kommission und stellvertretender Vorsitzender des Wissenschaftsrats sowie Mitglied der Bildungskommission des Deutschen Bildungsrates. In dieser Funktion wirkte er an zahlreichen wichtigen Empfehlungen, so zur Neuordnung des Studiums an den wissenschaftlichen Hochschulen, zum Ausbau der Hochschulen und der wissenschaftlichen Einrichtungen außerhalb der Hochschulen mit. Die Ausbildung des wissenschaftlichen Nachwuchses lag ihm besonders am Herzen, weswegen er sich für eine umfassende Hochschulreform einsetzte und vehement für eine Verkürzung des Chemiestudiums eintrat. Das Amt des Bundesministers für Bildung und Wissenschaft unter Bundeskanzler Kurt Georg Kiesinger lehnte er seinerzeit ab, da er sich als Wissenschaftler und nicht als Politiker verstand.
Er war zudem eines der ehrenamtlichen Gründungsmitglieder des Vereins der Freunde des Institutes Dr. Flad e. V. und Vorsitzender der Prüfungskommission am Institut Dr. Flad.
Nach ihm wurde die Bredereck-Imidazol-Synthese, die Bredereck-Gompper-Reaktion sowie das Bredereck-Simchen-Reagenz benannt.
Er war ab 1933 verheiratet mit der Mathematikerin Elisabeth Niedergerke und hatte drei promovierte Chemiker als Söhne. Einer davon ist Karl Bredereck.

## Auszeichnungen
- 1966 Emil-Fischer-Medaille für herausragende Arbeiten auf dem Gebiet der organischen Chemie
- 1969 Großes Bundesverdienstkreuz des Verdienstordens der Bundesrepublik Deutschland